# 薬剤師

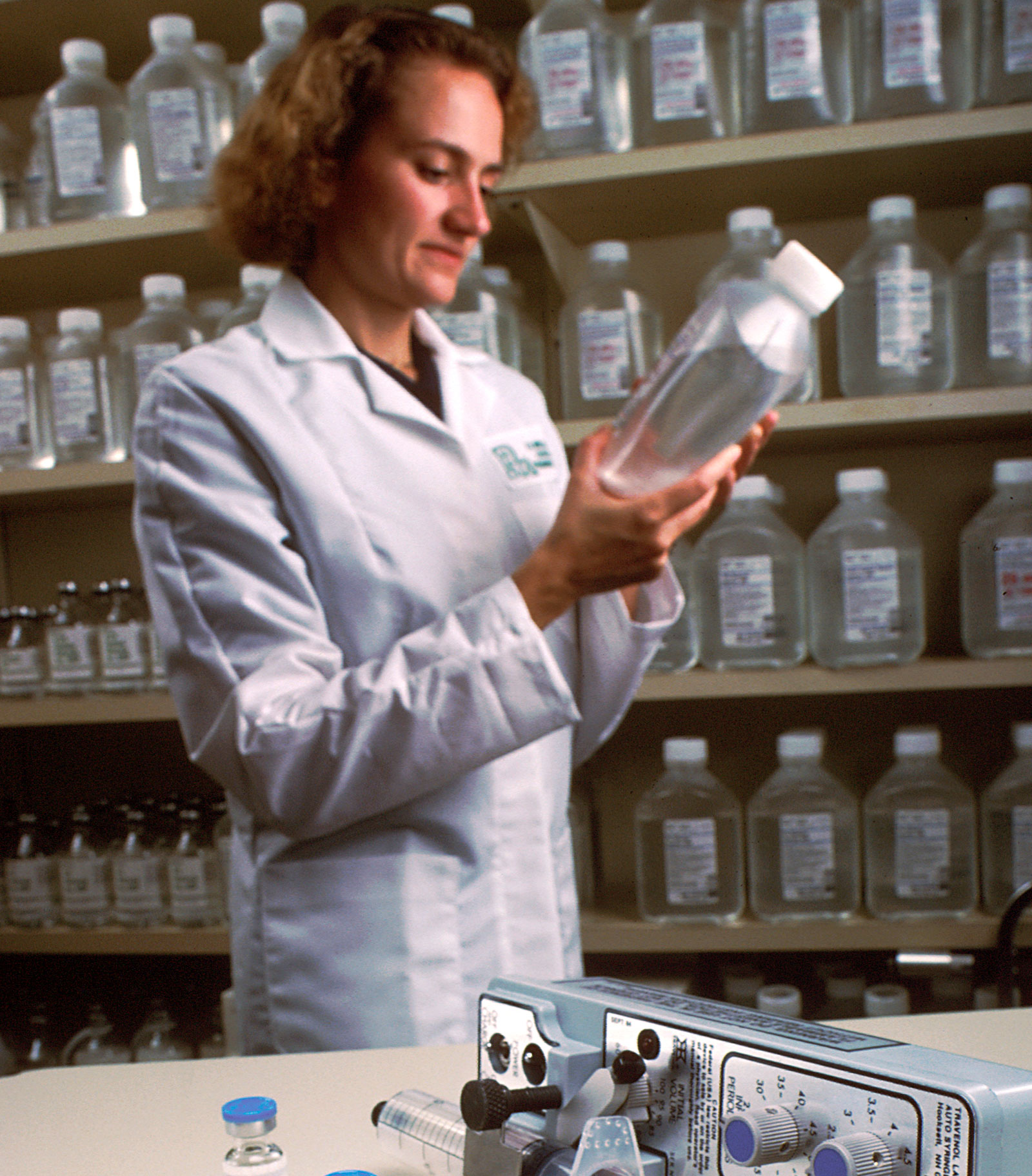
薬剤師

薬剤師（やくざいし、英: pharmacist, chemist）とは、調剤、医薬品の供給、その他薬事衛生を司る医療従事者である。近代的な医療制度では、医療を施す医師・歯科医師と、医薬品を専門とした薬剤師を分離独立させた資格制度をとっている。
アメリカ合衆国等では pharmacist という名称が用いられるが、イギリスを初めとする英連邦諸国では伝統的に chemist あるいは、dispensing chemist という名称が用いられる。薬剤師は一般薬局と病院で勤務することがほとんどであり、法規に従って品目数対比一定比率の製造薬剤師を確保しなければならない製薬会社への進出も可能である。 また、薬の流通および生産に必要な業務を監視、指導および教育する薬務関連公務員として進出することもできるし、大学院研究科に進学した後、関連研究所に進出して薬品開発研究、特許審査などより専門性が要求される職責でも勤めることが多い。
日本では1874年（明治7年）の「医制」の公布より、近代的な医療制度が初めて導入された。薬剤師は、医師が作成した処方箋に基づいて、医薬品を調剤、また供給することができる。近年では、コ・メディカルの提唱によって、チーム医療の導入が重要視されており、薬剤師もファーマシューティカルケアの概念から業務を行っている。薬剤師は一般用医薬品、要指導医薬品、医療用医薬品の全てを販売又は調剤できる薬のスペシャリストであり、セルフメディケーションとしての医薬品と処方箋による医薬品の両方を扱えるのは薬剤師のみである。また、薬剤師は医師・歯科医師・獣医師の出す処方箋に対し、疑義照会をすることができる唯一の職種である。

## 歴史

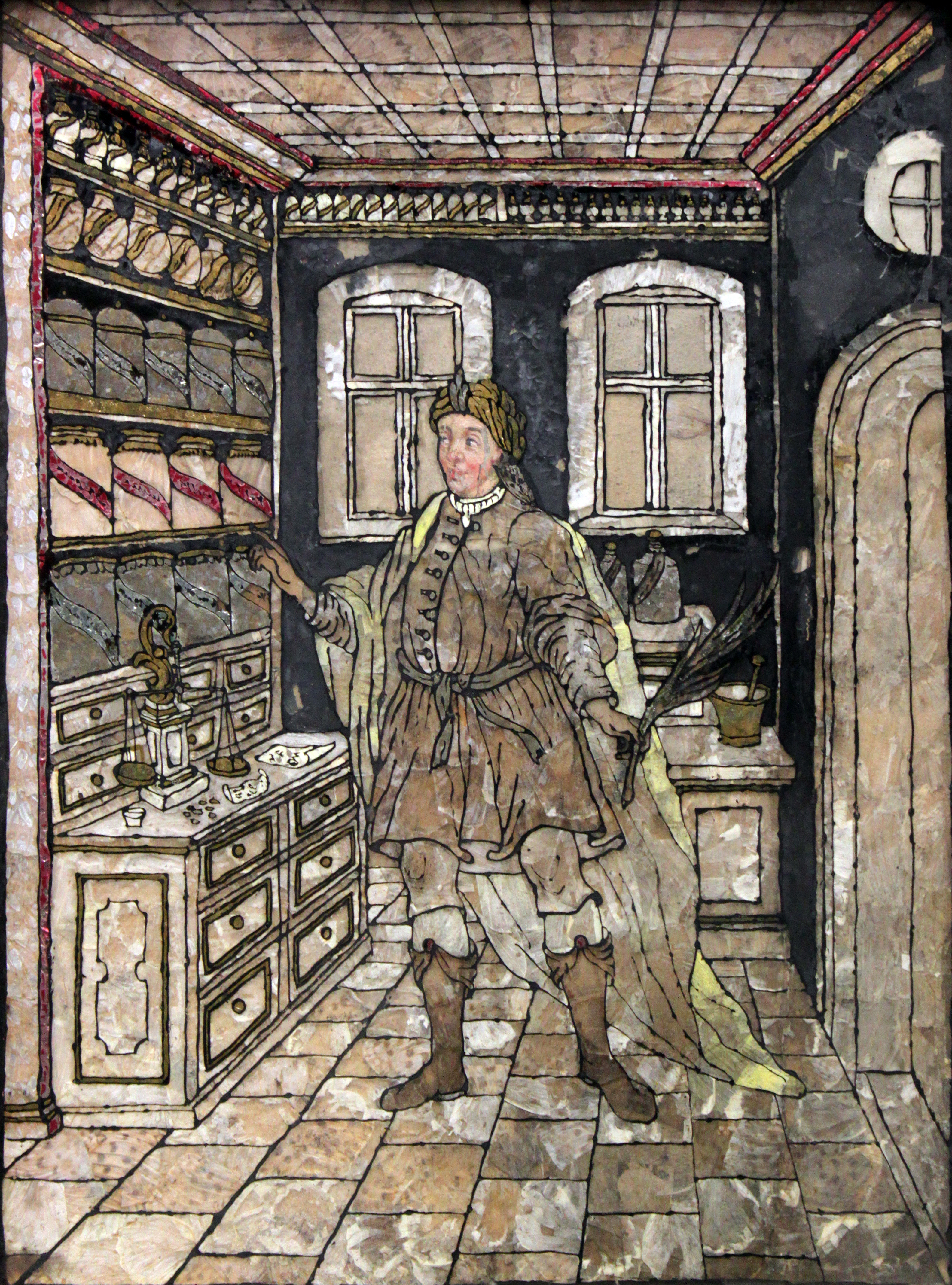
薬剤師を描いた絵画。1730年南ドイツ、作者不詳。

東洋では、薬が医療の中心であったため、「薬師如来」としてあるように医師と薬剤師の区別はなかった。
一方で、西洋では1240年頃フリードリヒ2世によって医師が薬局を持つことを禁止した5ヵ条の法律が制定され、医師と薬剤師の人的、物理的分離、医師が薬局を所有することの禁止などの条項が定められた。これが医薬分業と薬剤師の起源とされている。これは処方と調剤を分離し、自己の暗殺を防止することが目的であったという説が有力である。これは現在においても、医師の過剰処方による患者の薬漬けや処方ミスの防止を目的に世界的に行われている。
日本では古来からの医薬同一の医療体制を近代化するため、ドイツの医療制度を翻案し1874年（明治7年）8月「医制」が公布され、近代的な医療制度が初めて導入された。これにより「医師たる者は自ら薬をひさぐことを禁ず」とされ、医師開業試験と薬舗開業試験が規定された。薬舗を開業するものは薬舗主とされ、これが日本の薬剤師の原形となった。さらに1889年（明治22年）には薬品営業並薬品取扱規則（薬律）が公布され、「薬舗」は薬局、「薬舗主」は薬剤師と定義された。

## 日本の薬剤師制度
日本において、薬剤師とは、「調剤、医薬品の供給その他薬事衛生を司る事によって、公衆衛生の向上および増進に寄与し、もって国民の健康な生活を確保する」ものであり（薬剤師法第1条）、医薬関係者（医薬品、医療機器等の品質、有効性及び安全性の確保等に関する法律（薬機法）第1条の5）、医療の担い手である（医療法第1条の2第1項）。
日本では医師・歯科医師に薬における権限が集中しすぎていて、諸外国と比較して薬剤師は諸権限がない場合が多く、戦後徐々に諸外国並みの権限を持つようになってきているが、現状先進国の薬剤師制度から遅れており薬剤師後進国と言える。ただし、一部の病院・診療所では医師が診察、診断し薬剤師が処方を設計しそれを提案するという「薬物療法の担い手」として活躍している。医師は一般的に自分の専門とする科の薬物には詳しいが、他科の薬まで把握するには時間も労力も必要とするため、薬剤師に専門家としての意見を求める医師も増えてきた。医師が診断のスペシャリストであるのに対して、薬剤師は薬のスペシャリストであり、6年間にわたって薬の作用機序や副作用、薬物動態、相互作用および禁忌などを学んでいる。薬剤師ならではの薬物動態・薬力学的観点での医師への薬物療法の提案や、化学的思考での相互作用については医師にはない知識である。薬物の体内での相互作用や、医薬品の混合の際の化学変化についての予測や対応は、有機化学や物理化学などの知識に長けている薬剤師の力が発揮される場面である。特に抗がん剤、抗生物質、精神科薬の分野では薬剤師が薬学的知識を生かして積極的にチーム医療薬物治療にかかわっている。

### 薬剤師資格
日本で薬剤師になるには、薬剤師国家試験に合格しなければならない。その後、厚生労働省内に備えられる薬剤師名簿に登録申請し厚生労働大臣より薬剤師の免許が与えられる（薬剤師法第2条、第3条、第6条、第12条）。日本の大学における薬学の正規の課程は、2005年以前に入学した者は4年制、2006年以降に入学した者は6年制である。未成年者には免許は与えられず（絶対的欠格事由、第4条）、以下の者については免許が与えられないことがある（相対的欠格事由、第5条）。なお成年被後見人又は被保佐人を欠格条項とする規定については、令和元年6月14日に公布された「成年被後見人等の権利の制限に係る措置の適正化等を図るための関係法律の整備に関する法律」によって削除され、心身の故障等の状況を個別的、実質的に審査し、必要な能力の有無を判断することとなった。
1. 心身の障害により薬剤師の業務を適正に行うことができない者として厚生労働省令で定めるもの[注釈 1]
2. 麻薬、大麻又はあへんの中毒者
3. 罰金以上の刑に処せられた者
4. 前号に該当する者を除くほか、薬事に関し犯罪又は不正の行為があった者

薬剤師は、2年ごとの年（西暦の偶数年）の12月31日現在における氏名、住所その他厚生労働省令で定める事項を、当該年の翌年1月15日までに、その住所地の都道府県知事を経由して厚生労働大臣に届け出なければならない、とされ（薬剤師法第9条）、有資格者は、厚生労働省の「薬剤師資格確認検索システム」にて氏名を確認できる。
薬剤師資格に付与される資格
- 無試験・講習（薬剤師であることで付与される資格、選任されることができる資格）
  - 毒物劇物取扱責任者（選任）
  - 食品衛生管理者（選任）
  - 食品衛生責任者（選任）
  - 船舶に乗り組む衛生管理者（資格の認定）
  - 麻薬取締官（厚生労働省　任用）
  - 麻薬取締員（都道府県　任用）
  - 第一種衛生管理者（試験免除）
  - 第一種作業環境測定士（全科目免除・登録講習受講のみ）
- 有試験（受験資格が付与される資格）
  - 臨床検査技師（特定の科目の履修も必要）
  - 労働衛生コンサルタント
- 有試験（選択科目が免除される資格）
  - 弁理士

この他に薬学部における一定の単位の取得により受験資格が得られる資格もある（甲種危険物取扱者など）。また認定薬剤師、専門薬剤師の分野として薬剤師認定制度がある。

### 薬剤師の就業
薬剤師の業務は多肢に渡る。なかでも薬剤師法で一番にあげられる「調剤」は基本的な薬剤師の業務である。薬局等における医療用医薬品の処方監査・投薬業務のほか、一般用医薬品（OTCや漢方薬など）の購入相談業務など内科医的な側面も併せ持つ。
一方で、病院・診療所勤務の薬剤師は、医師の指示のもとに業務を行うコ・メディカルとしての側面ももつ。特に2010年からチーム医療が推進され、医療の質および医療安全の確保から、積極的に薬学の専門家として薬物療法に参加し、医薬品に起因する問題を防止することがより一層求められている。
保険薬局において健康保険をはじめとする公的医療保険の調剤に従事する薬剤師は、厚生労働大臣の登録を受けた薬剤師（「保険薬剤師」）でなければならないとされ（健康保険法第64条）、日本の公的医療保険制度は国民皆保険であるため、必然的に医療機関・薬局に勤務する薬剤師の大半は保険薬剤師となり、保険者が決めたルール（保険適用）の中で調剤を行っている。基本的に一部例外的に医師に認められている以外は薬剤師でなければ調剤することはできない。海外で導入されている例があるテクニシャン制度も日本にはない。
薬機法および薬剤師法では、「薬剤師法人」「製薬法人」など、社員を薬剤師に限定する合名会社に準じた特別の法人形態の設置を認めていないため、下記に記す薬局・製薬業は株式会社形態により設置されるケースが多い。他の医療資格や、いわゆる「士業」とは異なり、有資格者の大半が株式会社の従業員・役員として業務に従事している点が特徴でもある。
なお、薬局や製薬会社などで薬事業務に従事する薬剤師は独立した専門職である。例えば、薬局等の管理者は薬剤師でなければならず製薬会社や医薬品卸売販売業にも管理薬剤師を置かなくてはならない（薬機法第7条第2項：医師等他の資格ではできない）。独立した医療系資格の医師、歯科医師、薬剤師を医療3師と呼ぶこともある。
「医薬品の供給」に関する業務においては、開発・製造から、流通、販売におけるまでほぼすべての分野で関与している。また「その他薬事衛生」に関する業務においては、医薬品以外でも世界各国で推進されているセルフメディケーションに関与する唯一の国家資格者としての責任を負っている。
以下、厚生労働省の医師・歯科医師・薬剤師調査
（薬剤師#統計）での薬剤師従事者分類に準拠して薬剤師業務の概要を述べる。

#### 薬局
調剤専門薬局
在宅患者向けに無菌室を備えた薬局も増えつつあるなど調剤も幅が広がっている。薬局における処方箋調剤において薬剤師から、医薬品についての説明のほか、場合によっては疾患についても聞かれる場合もあるが、薬学的見地から医薬品の適性使用に不可欠のものである。服薬指導等を開放的な窓口で行う薬局は多く、そのため他の患者に会話が聞こえるという懸念を抱く患者もいることから、プライバシーの問題等にどのように対応していくかが今後の課題である。なお、薬機法上は調剤専門薬局の定義は存在せず、薬局に分類される。
漢方薬局
患者の訴えに応じて調合した漢方薬・西洋薬を、薬局製造販売医薬品として製造販売する。
かかりつけ薬剤師･かかりつけ薬局
2016年4月よりかかりつけ薬局、かかりつけ薬剤師制度の仕組みを創設することが答申された。かかりつけ薬剤師は、患者から同意を得た薬剤師が、市販薬も含めて患者の服薬状況を把握し、24時間体制で相談に応じる。必要に応じて患者宅を訪問して残薬の整理もする。
2016年2月10日の中央社会保険医療協議会（中医協）で、2016年度診療報酬改定において、「かかりつけ薬剤師指導料（70点）」「かかりつけ薬剤師包括管理料（270点）」を新設するほか、基準調剤加算を一本化し、施設基準を改める答申が示された。
かかりつけ薬剤師の算定要件は
- 患者から署名付きの同意書を得る
- 1人の患者につき1人の保険薬剤師のみ算定できる
- 患者の同意を得た次回来局時以降に算定可能で、必要な指導等を行った場合に処方箋受付1回につき1回

かかりつけ薬剤師指導料を算定できる保険薬剤師の要件として、以下を満たしている旨を地方厚生局長等に届け出ていること。
- 薬剤師として一定年数以上の薬局勤務経験があり、同一薬局に週当たり一定時間以上勤務しているとともに、その薬局に一定年数以上在籍している
- 薬剤師認定制度認証機構が認証している研修認定制度等の研修認定を取得している
- 医療に関わる地域活動に参画している（地域の行政機関や関係団体等が主催する講演会、研修会等への参加、講演等の実績）

施設基準には「患者のための薬局ビジョン」を踏まえ、
- 一定時間以上開局していること
- 十分な数の医薬品を備蓄していること
- 自薬局のみまたは近隣の薬局と連携して、24時間調剤や在宅患者への薬学的管理を行う体制が整備されていること
- 在宅患者への薬学的管理・指導の実績を有していること
- 地域で在宅療養支援を行う医療機関や訪問看護ステーション、ケアマネジャーなどとの連携体制が整備されていること

などを求める。また、数量ベースで後発医薬品の調剤割合が一定割合に満たない場合は、基準調剤加算を算定できないこととする見通しである。
在宅医療
在宅患者が多くなってきたこともあり薬剤師も在宅医療に関わるようになってきている。薬剤師の役割としては在宅患者への最適かつ効率的で安全・安心な薬物療法の提供であり具体的には以下の業務が例としてあげられる。2016年度診療報酬改定において「在宅患者重複投薬・相互作用等防止管理料（30点）」が新設される答申があった。
- 処方箋に基づき患者の状態に応じた調剤（一包化、懸濁法、麻薬、無菌調剤）
- 患者宅への医薬品・衛生材料の供給
- 薬歴管理（薬の飲み合わせの確認）
- 服薬の説明（服薬方法や効果等の説明、服薬指導・支援）
- 服薬状況と保管状況の確認（服薬方法の改善、服薬カレンダー等による服薬管理）
- 副作用等のモニタリング
- 在宅担当医への処方支援（患者に最適な処方（剤型・服用時期等を含む）提案）
- 残薬の管理、麻薬の服薬管理と廃棄
- ケアマネジャー等の医療福祉関係者との連携・情報共有
- 医療福祉関係者への薬剤に関する教育

#### 病院・診療所
病院内で働く薬剤師は医師の指示の下で働くのでコ・メディカルに分類される場合もある。病院内で処方箋に基づき調剤を行なう。薬局と異なり、注射剤などの調剤も多い。このほか、感染制御チーム、治験審査委員会、栄養サポートチームなどのメンバーとしての活動を行なうこともある。一定数の専属の薬剤師を配置しなければ原則として特定機能病院を開設することはできない（医療法第22条の2第1号）。医療法等により病院等には医薬品の適正使用のために医薬品安全管理責任者の設置が義務づけられている。なお、医療法第18条本文および医療法施行規則第6条の6の規定により、病院または医師が常時3人以上勤務する診療所には専属の薬剤師を配置する必要があるが、都道府県知事の許可を受けた場合はこの限りではない例外規定がある。
現在の薬は、薬効が強く出るため用量調節が難しいことがあるうえ、一昔前であれば、死亡していた重篤な疾患（腎不全、肝不全など）を合併している患者への投与が必要になることがある。このような場合には、薬物動態理論や臨床薬理に関する膨大かつ専門的な知識が必要となる。このため、薬を処方するためだけの専門家が必要になりつつある。米国では、すでに、日本型（旧来型）の薬剤師の養成は中止しており、変わりにen:Pharm.D. と呼ばれる新たな薬剤師を薬学部が養成して、医師とほぼ同じ給与で病院に送り込み、医師の負担を大幅に軽減している。これは、時代の流れと共に、内科医が呼吸器科や循環器に分かれてきた流れと同じである
。内閣府の特別の機関である日本学術会議は、日本の薬剤師も現在の役割だけでなく、将来は医師の処方を補助する専門家にもなるべきであると結論を出している。

#### 医薬品関係企業
医薬品製造販売業・製造業
薬機法第17条により、医薬品の製造販売にあっては薬剤師を置かなければならず、これは医師・歯科医師・看護師・獣医師など他の者が代わることができない。従って、法令上薬剤師は日本の医薬品供給に不可欠である。この規定から製薬メーカーでは、薬機法の規定で工場ごとに薬剤師を置いている。なお、製薬メーカーが医療機関への営業活動の際に商品に関する専門的な情報提供を行う医薬情報担当者（MR）と呼ばれる職種があるが、この職種で薬剤師が占める割合は1割程度で、文系出身者および他の理系出身者がその大半を占めている。
医薬品販売業
2008年度まで
処方箋による調剤を行う「薬局」のみならず、調剤を行わず一般用医薬品のみを販売する「一般販売業」（2009年度より「店舗販売業」）においても、営業時間内は店舗に薬剤師を配置することが薬事法および「薬局および一般販売業の薬剤師の員数を定める省令」によって義務付けられている。薬剤師の配置が義務付けられているにもかかわらず、一般販売業における営業時間内の薬剤師の不在という違法事例が頻発したため、1998年に厚生省から禁止を徹底させる局長通知が出された。ただし、ドラッグストアの一部にある薬種商販売業や、乗り物酔いや簡便な医薬品を販売する空港・港湾の売店や離島などの特例販売業、そして配置販売業には配置義務はない。薬剤師配置義務のないものは医薬品の安全管理ができないため、販売できる医薬品が制限される。
2009年度より
一般用医薬品は第一類、第二類、第三類に分類され、販売できるのは薬局、店舗販売業、配置販売業のみとなった。店舗販売業において第一類医薬品を販売する際には、薬剤師が常駐して対面販売し、書面で情報提供することが義務化されたため、薬剤師でなければ販売することができない。第二類、第三類についても薬剤師または登録販売者が常駐しなければ販売できない。なお、一般従事者および登録販売者による販売および授与は第一類医薬品は薬剤師の管理・指導の下で可能である。また一般従事者による第二類医薬品および第三類医薬品の販売および授与は薬剤師または登録販売者の管理・指導の下で可能である（薬機法施行規則第159条14の1および2）。
なお、厚生労働省が委託した薬局・店舗販売業者に対する覆面調査によると、第一類医薬品に関する情報提供について「文書を用いて詳細な説明があった」のは50.5%、「文書を渡されたが詳細な説明がなかった」のは7.1%、「口頭のみでの説明があった」のは22.5%、「説明がなかった」のは19.8%で、半数近くが情報提供義務違反であった。また一部では販売資格等の無理解から改正薬事法に抵触するケースも確認された。この調査は「一般用医薬品販売制度定着状況調査」として行われ今後も継続される。

卸売一般販売業
医薬品の卸売業にも薬剤師の配置が医薬品医療機器等法により義務付けられている。

#### 学校薬剤師
学校保健安全法の定めにより大学を除く学校に置くことが義務づけられている。専任の場合はほとんどなく、薬局などの薬剤師が兼務している。水質・照度・空気の検査や給食施設の衛生管理等を行うほか、薬物乱用防止教育などを行う場合もある。

#### 公的機関・教育機関・研究機関
以下の職種の場合は、博士（薬学）の学位取得者の条件の場合が少なくない。
- 厚生労働省
  - 厚生労働技官（薬学）∶政策の企画・立案等に従事するキャリア官僚の一種。厚生労働省本省を中心に幹部候補生として勤務する。
  - 麻薬取締官∶麻薬、覚醒剤、大麻等の禁止薬物の取締を行う。刑事訴訟法上の特別司法警察職員としての権限を有し、拳銃の携帯及び使用が認められている。専門職員として採用され、地方厚生局の麻薬取締部を中心に勤務し、捜査活動等に従事する。薬剤師資格者の他、国家公務員一般職採用試験の合格者からも採用されている。
  - 麻薬取締員:麻薬取締官とほぼ同様。都道府県の特別司法警察職員である。拳銃の携帯および使用も認められている。
- 大学教員
  - 専任の大学教員になるには、基本、博士（薬学）取得が条件となる。薬学部で薬学教育、薬剤師国家試験対策や、基礎研究ではウイルス学、感染症学等の分野にて研究を行う者も少なくない。
  - 6年制薬学部においては、大学設置基準に実務の経験を有する専任教員数の規定があり、おおむね5年以上薬剤師として実務経験を有する者（実務家教員）を、専任教員の6分の1以上配置することが義務付けられている[14]）
- 研究機関（病因解明、検査薬、新薬の研究開発など）
  - 新薬の研究開発は総合科学であらゆる学部出身者が関わっており、薬学出身者の数が飛び抜けて多い訳ではないが、薬剤師も積極的に新薬の研究開発に関わっている。研究に携わる者は大学院卒が多い。なお、新薬上市前の治験業務は臨床現場の薬剤師・医師・看護師等が中心となって推進される。

なお、薬学部六年制導入で四年制学部が研究という記述もあるが六年制薬学部も大学院課程があり六年制、四年制どちらにも道は開かれている分野である。
- 保健所職員
  - 薬局や病院の開設許可業務、食品衛生監視業務や環境・衛生に関する分析業務などを行う。
- 薬剤師会検査センター職員
  - 各薬剤師会が設置運営している環境・衛生に関する分析業務を行う検査機関。

- 高等学校教諭

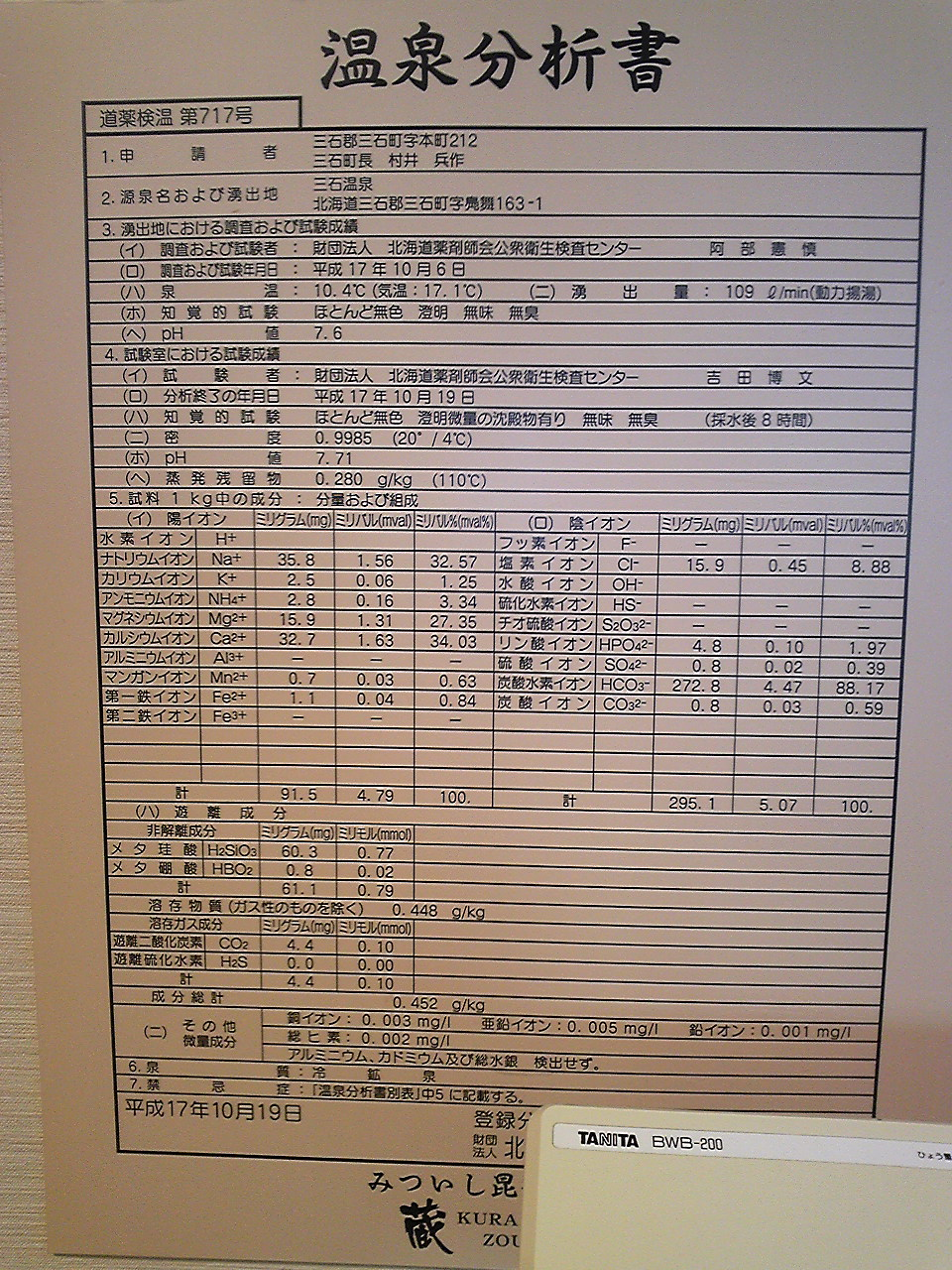
薬剤師会の分析検査の例：温泉成分表

  - 以前は多くの薬科大に教職課程があったが近年はカリキュラムの関係で減少している。
- 危険物取扱者（薬学科卒業者に甲種試験の受験資格がある）
- 薬剤師国家試験対策予備校の講師
  - 薬剤師国家試験対策予備校の講師は薬剤師であることが多い。国家試験浪人に限らず薬学ゼミナールやメディセレ、ファーマプロダクトなど大学で対策授業を行ったりMRの基礎研修を行う場合もある。

### 医薬分業の進展
前述のように政府は医師による調剤を禁止して欧米式の完全な医薬分業へ移行しようとした。しかし急激な移行は薬剤師の不足からうまくいかず、医師の自己調剤を認めざるを得なくなった。これにより日本では医師より薬剤を交付されることが当然のこととなり、国民は他の先進国では当たり前の医薬分業の意義を知らずにきた。院内処方を受けた方が利便性が高い上、自己負担が低いために過剰に薬剤を処方されても薬剤料に対する負担感が希薄で、一般用医薬品を購入するより安く済むことすらあることも医薬分業が浸透しなかった一因である。
しかし現在のユニバーサルヘルスケア制度のもとでは高齢化社会の到来により国民全体の医療費増大が懸念されるため、薬剤の過剰な処方を防ぐためにも処方箋料の増額、かかりつけ薬局制度の推進などで金銭面から医薬分業への誘導が進められ、現在の医薬分業率は60%を超えている。

### 専門性の向上
医療技術の高度化に伴い薬学的側面から処方の提案や監査が必要となり、病棟で医師、看護師と一緒に医療チームとして働く病棟薬剤師が配属されるようになり、入院患者に対する指導料も大幅に増額となった。こうした変化に対応するため、他の先進国並の薬学部6年制が導入され、薬剤師認定制度の充実も進んでいる。
さらに薬局においても、後発医薬品・スイッチOTCの普及が推進されているため、医薬品適正使用に関する専門知識が求められる場面が増えている。
そのための基本的な情報源として、最新の添付文書や医薬品インタビューフォームは重要であり、それ以外にも最新のエビデンスレベルの高い情報を提供することが求められている。

### チーム医療推進策
2010年厚生労働省は医療スタッフの協働・連携の在り方等について検討した報告書 を元に、「チーム医療において薬剤の専門家である薬剤師が主体的に薬物療法に参加する」ため現行法令により実施可能な薬剤師業務として下記の9点をあげ都道府県知事に周知方通達した（医政発0430第1号）。
1. 薬剤の種類、投薬量、投与方法、投与期間等の変更や検査のオーダーについて、医師・薬剤師等により事前に作成・合意されたプロトコールに基づき、専門的知見の活用を通じて、医師等と協働して実施すること。
2. 薬剤選択、投与量、投与方法、投与期間等について、医師に対し、積極的に処方を提案すること。
3. 薬物療法を受けている患者（在宅の患者を含む。）に対し、薬学的管理（患者の副作用の状況の把握、服薬指導等）を行うこと。
4. 薬物の血中濃度や副作用のモニタリング等に基づき、副作用の発現状況や有効性の確認を行うとともに、医師に対し、必要に応じて薬剤の変更等を提案すること。
5. 薬物療法の経過等を確認した上で、医師に対し、前回の処方内容と同一の内容の処方を提案すること。
6. 外来化学療法を受けている患者に対し、医師等と協働してインフォームドコンセントを実施するとともに、薬学的管理を行うこと。
7. 入院患者の持参薬の内容を確認した上で、医師に対し、服薬計画を提案するなど、当該患者に対する薬学的管理を行うこと。
8. 定期的に患者の副作用の発現状況の確認等を行うため、処方内容を分割して調剤すること。
9. 抗がん剤等の適切な無菌調剤を行うこと。

従来の「調剤」「服薬指導」「薬学管理」のみならず、事前プロトコールに基づく独自の「処方設計の実施」、あるいは提案権に基づいた「処方設計の提案」まで言及する内容となっている。
ハイリスク薬の情報提供や副作用の状況を把握した際の診療報酬加算も追加され、仕組みのレベルからチーム医療への参加が求められ薬剤師法第19条の規定により、原則的に薬剤師でない者は、販売または授与の目的で調剤してはならないこととされている。ただし例外として以下の場合における医師・歯科医師や、獣医師は、自己の処方箋により自ら調剤を行うことができることとされている。
1. 患者または現にその看護に当たつている者が特にその医師または歯科医師から薬剤の交付を受けることを希望する旨を申し出た場合
2. 暗示的効果を期待する場合において、処方箋を交付することがその目的の達成を妨げるおそれがある場合
3. 処方箋を交付することが診療または疾病の予後について患者に不安を与え、その疾病の治療を困難にするおそれがある場合
4. 病状の短時間ごとの変化に即応して薬剤を投与する場合
5. 診断または治療方法の決定していない場合
6. 治療上必要な応急の措置として薬剤を投与する場合
7. 安静を要する患者以外に薬剤の交付を受けることができる者がいない場合
8. 覚醒剤を投与する場合
9. 薬剤師が乗り組んでいない船舶内において薬剤を投与する場合

この規定の一方で、「患者が申し出ていないにもかかわらず、医師等から薬剤を交付される」「診察を受けた医師等とは違う医師等から薬剤を交付される」「看護師や事務員より服用方法を指導される」「歯科医院で会計の時、鎮痛剤や抗菌薬を手渡しされる」といった例外規定を逸脱した行為が行われている場合がある。
なお、医師・歯科医師は、医師法第22条・歯科医師法第21条の規定により、投薬の必要があるときは、患者等が交付を必要としない旨を申し出た場合や、上述の例外規定による自己の処方箋により自ら調剤する場合を除き、処方箋の交付をしなければならない。これにも罰則も設けられている。

### 統計
薬剤師法では、2年ごとの年に薬剤師届出（薬剤師名簿登録番号、氏名、住所その他厚生労働省令で定める事項の届出）が義務づけられている。平成28年現在の届出薬剤師数の概数は次の通り。なおこの調査は医師、歯科医師についても同時に行われており、人口10万対薬剤師数は237.4人、医師数は251.7人、歯科医師数は82.4人となっている。
| 調査年           | 薬剤師数 | 薬剤師数 | 薬剤師数 | 薬剤師数における 業種別割合（%） | 薬剤師数における 業種別割合（%） | 薬剤師数における 業種別割合（%） | 薬剤師数における 業種別割合（%） |
| 調査年           | 総数     | 男       | 女       | 薬局                             | 病院・ 診療所                    | 医薬品製販 ・製造業              |                                  |
| ---------------- | -------- | -------- | -------- | -------------------------------- | -------------------------------- | -------------------------------- | -------------------------------- |
| 1955（昭和30年） | 52,418   | 35,504   | 16,914   | 39.0                             | 15.3                             | -                                |                                  |
| 1960（昭和35年） | 60,257   | 37,867   | 22,390   | 38.7                             | 15.9                             | -                                |                                  |
| 1965（昭和40年） | 68,674   | 40,040   | 28,634   | 35.2                             | 16.5                             | -                                |                                  |
| 1970（昭和45年） | 79,393   | 42,327   | 37,066   | 34.9                             | 18.4                             | -                                |                                  |
| 1975（昭和50年） | 94,362   | 46,373   | 47,989   | 32.3                             | 20.6                             | 10.6                             |                                  |
| 1980（昭和55年） | 116,056  | 52,678   | 63,378   | 31.6                             | 23.3                             | 9.6                              |                                  |
| 1984（昭和59年） | 129,700  | 56,862   | 72,838   | 32.5                             | 25.1                             | 9.7                              |                                  |
| 1986（昭和61年） | 135,990  | 59,220   | 76,770   | 32.2                             | 25.6                             | 10.4                             |                                  |
| 1988（昭和63年） | 143,429  | 61,109   | 82,320   | 32.0                             | 26.7                             | 10.6                             |                                  |
| 1990（平成2年）  | 150,627  | 62,901   | 87,726   | 32.4                             | 27.4                             | 11.2                             |                                  |
| 1992（平成4年）  | 162,021  | 67,089   | 94,932   | 32.2                             | 26.8                             | 12.8                             |                                  |
| 1994（平成6年）  | 176,871  | 72,461   | 104,410  | 34.4                             | 25.8                             | 14.8                             |                                  |
| 1996（平成8年）  | 194,300  | 79,069   | 115,231  | 36.0                             | 25.2                             | 15.2                             |                                  |
| 1998（平成10年） | 205,953  | 82,950   | 123,003  | 39.4                             | 23.8                             | 14.3                             |                                  |
| 2000（平成12年） | 217,477  | 86,357   | 131,120  | 43.6                             | 22.1                             | 13.1                             |                                  |
| 2002（平成14年） | 229,744  | 90,827   | 138,917  | 46.5                             | 20.7                             | 12.9                             |                                  |
| 2004（平成16年） | 241,369  | 94,794   | 146,575  | 48.2                             | 19.9                             | 12.4                             |                                  |
| 2006（平成18年） | 252,533  | 98,802   | 153,731  | 49.6                             | 19.4                             | 11.9                             |                                  |
| 2008（平成20年） | 267,751  | 104,578  | 163,173  | 50.7                             | 18.8                             | 11.5                             |                                  |
| 2010（平成22年） | 276,517  | 108,068  | 168,449  | 52.7                             | 18.8                             | 11.5                             |                                  |
| 2012（平成24年） | 280,052  | 109,264  | 170,788  | 54.6                             | 18.8                             | 11.2                             |                                  |
| 2014（平成26年） | 288,151  | 112,494  | 175,657  | 55.9                             | 19.0                             | 10.7                             |                                  |
| 2016（平成28年） | 301,323  | 116,826  | 184,497  | 57.1                             | 19.3                             | 10.0                             |                                  |

#### 人員過剰予想
医薬分業の進展により薬局等での需要が増えているが、医薬分業率は70から80%で頭打ちになると予想されること、2009年の登録販売者制度の導入により第二類および第三類一般用医薬品を販売するには登録販売者がいれば薬剤師の常駐が不要となること、等から薬剤師の需要は頭打ちになるのではないかとの意見がある。もともと、人口1,000人あたりの薬剤師数は1.21と、先進国中では最も高い。厚生労働省は「薬剤師問題検討会」を組織し2002年に「薬剤師需給の予測について」の報告書をとりまとめた。その報告書中では「平成19年度以降に各年の新規参入薬剤師が段階的に減少し、最終的に20%程度減少することが、薬剤師免許を取得したにもかかわらずその専門性を活用できないという状況を防ぎ、薬剤師の適正数を保ちつつ薬剤師全体の資質向上を図り、患者により質の高い安心・安全な医療を提供するために、重要であると結論を得た」としていた。また、その後の「粗い試算」によれば、2027年には薬剤師は40万人となるが、需要は29万人として11万人の余剰が出ると予測されている。
一方、実際の薬剤師養成の定員の流れは総合規制改革会議の2001年（第一次答申）、2002年（第二次答申）を受け、2003年に大学学部・学科の設置基準が緩和され就実大学と九州保健福祉大学が約20年ぶりに薬学部を開設、その後も学生数を確保するため薬学部を新設する大学が相次ぎ、2007年までに新たに26大学・学部が新設された結果、入学定員は12,010人となり、5年間で5,000人以上と短期間で急増加した 。厚生労働省では「薬剤師需給の将来動向に関する検討会」を組織しているが、こうした現状に関係者から懸念が表明されている。同様に文部科学省においても2011年6月に行われた検討会の報告書「薬学系人材養成の在り方に関する検討会(第7回)での主な意見（入学に関する事項）」においても委員のほとんどが規制緩和によって増えた定員数に危機感を持っていると報告している。2015年2月の同検討会(第17回)においても入学者の質の低下への言及が多くされており文部科学省が改善計画を立てさせ指導した大学の中には「実際の入学定員173名のうち薬剤師国家試験の合格者数が11名」を問題視した委員がいた。
2014年の薬剤師国家試験では合格率は前年より18.26ポイント下がり60.84 %であったものの、2016年には76.85%と2013年以前の平均的な合格率に復し受験者数が過去最大であったため合格者数は過去最大の11,488名まで増加した。
薬学部の新設はその後も続いており2018年度開学の山陽小野田市立山口東京理科大学を合わせ国公立18校、私立56校57学部の全国計74校75学部にまで増加しているが、さらに近年中の設置予定も既に公私立数校で具体化している。しかし、2016年度の在地方の新設私立薬学部入試状況を見れば受験者数、合格者数は定員数を上回っていても実際の入学者数が定員数の半数近い大学も数校（65%以下が5学部、85%以下が10学部（各6年制のみ））出ており、大学が薬学部の開設や薬科大学の開学を断念した例（郡山市、筑西市、上田市）も見られる。

#### 賃金
労働者である薬剤師の賃金は、厚生労働省の「賃金構造基本統計調査」によると2013年現在で、月給（きまって支給する現金給与額）は37万600円、賞与（年間賞与その他特別給与額）は87万9400円である（企業規模10人以上計、平均年齢39.1歳）。一般労働者は月給32万4000円、賞与80万1300円（42.0歳）なので、年収換算で比較すると60万円以上高いが、アメリカ、韓国およびマレーシアなど諸外国と比較すると労働者一般との賃金較差は小さい。企業規模別にみると、1000人以上で月給37万7600円、賞与91万4200円、100人～999人で月給33万1300円、賞与85万5000円、10人～99人で月給41万7100円、賞与87万2600円などとなっている。また性別では、男性が月給39万2200円、特別給91万7900円（平均年齢37.8歳）なのに対し、女性は36万1100円、86万2500円（39.6歳）となっており、男性の方が高い。
一方、人事院の「職種別民間給与実態調査」によると2014年4月の月例給は薬局長（部下に薬剤師2人以上）は49万4,533円、一般の薬剤師は34万8,091円となっている。また、新卒薬剤師の初任給は22万1088円である。国家公務員の薬剤師の初任給は医療職俸給表(二)の2級15号俸と格付けされており、金額は2011年度以降は20万800円となっている（人事院規則九―八 ワ 医療職俸給表（二）初任給基準表）。

### 登録販売者について
2009年施行の改正薬事法により薬剤師以外の医薬品販売者として登録販売者の資格が設けられた。登録販売者は一般用医薬品のうち比較的リスクの低い第二類医薬品および第三類医薬品を販売できる。なお、第一類医薬品の販売および授与は薬剤師の管理・指導の下で可能である。この改正に伴い従前の薬種商販売業の資格は消滅し、一般販売業と薬種商販売業は店舗販売業に統合された。

## 世界各国の薬剤師制度
調剤のみならず処方も行える国や、問診や予防接種など医療行為を行える国もある。また薬剤師の監督下で調剤ができる下位の資格や、登録販売者のような販売のみが行える資格制度を整備している国もある。

### ヨーロッパ
1900年頃までは薬局や薬剤師の助手からキャリアをスタートし、薬剤師の監督の下で調剤などの実務を担当し、見習いを終えると調剤や販売の許可が得られる制度があった。これは一部の国で調剤技師や調剤助手という下位の資格として残っている。
古くからヨーロッパでの資格が共通化されており、アンリ・ネスレは1836年にドイツの薬局で4年間の見習い期間を終えたが、スイスに移住した後の1839年に化学実験、薬剤師、医薬品販売の許可を得ている。

#### イギリス
英国では医薬品法で薬事の専門職として認められているのは薬剤師のみであり、病気の治療と健康管理への貢献から最も国民に身近な医療人として位置づけられている。英国王立薬剤師会に登録された薬剤師には、薬剤師自身の判断で独立して処方を行うことができる。
12世紀ごろから続く徒弟制度により、古くから薬剤師の助手制度があった。アガサ・クリスティは第一次世界大戦中に薬剤師のアシスタントとして働いたことで、ミステリー小説に使われる毒物の知識を得た。現在では薬剤師の下位の国家資格として、ファーマシー・テクニシャン（pharmacy technician, 調剤技師）およびファーマシー・アシスタント（Pharmacy assistant, 調剤助手）として整理されており、前者は患者とのカウンセリングを行えるが後者は行えない。病院薬剤部では、アシスタントが調剤や混注業務を行い、薬剤師はその業務の最終監査を行う。医薬品は可能な限り28錠や30錠の小包装で販売され、散剤や軟膏剤、水剤の混合は禁止されているが、そのことによって調剤ミスを防いでおり、アシスタントによる調剤を可能としている。
薬剤師資格は4年制の薬学教育と1年の必須実務研修の計5年を終了し薬剤師免許国家試験を通過した者に与えられる。実務実習は学部生としてではなく登録前の薬剤師（Pre-registration pharmacist、通称「プレ・レジ」）としての雇用関係の中で行われ、学生の希望を考慮して地域薬局や病院で行う。薬剤師となるためは実務実習の間にアシスタントのすべての業務を習得する必要があり、これを実務実習の前半6か月で行う。プレ・レジの指導は先輩の薬剤師のみならずアシスタントも行う。実務実習の後半は病棟での研修を行い、実習の10か月目に当たる6月には薬剤師免許国家試験を受験する。なお、この国家試験に不合格でも9月に再度試験を受験できるが、2回不合格となった場合には3回目の受験までに6か月の実習が求められる。実習の最後の2か月は病棟で担当を持ち病棟薬剤師監督下で業務を行うとともに、研修の仕上げとして調剤業務でも監査練習を行う。また、1年間の実務実習中には、月に1-2回、プレ・レジ勉強会に出席する必要がある。この勉強会は、実務に役立つ知識から国家試験対策まで多岐にわたる学習を行い、国家試験模試の受験もある。さらには、研究プロジェクトに参加し、薬剤部から与えられたテーマについて情報収集およびレポートを行い発表する必要がある。

#### フランス
フランスでも医薬分業の制度は13世紀の時代に取り入れられ、現在まで徹底して行われている。医師よりも給料が高い場合もあり薬剤師の信頼度も高い。薬局薬剤師の仕事も多岐に及ぶ。薬局は市民の健康相談の場でもあり、薬剤師の課程には薬草やキノコ学も含まれており、フランスでは薬局薬剤師がキノコの鑑定も行う。
2002年から医師が商品名ではなく成分名で処方箋を書いてもよいことになり、同じ成分の商品の中から薬剤師が選んだ薬を患者に渡すことができるようになった。フランスの薬剤師は特別な場合を除き、医師に許可を取ることなく医師の処方した薬をジェネリック医薬品に替える権利も有している。リフィル処方箋制度も導入されていて権限が大きい。
薬剤師課程は1987年律が制定され、6年制であるが病院薬剤師や研究者を目指す場合9年の勉強が必要である。薬学部に入学するためにはバカロレアに合格が必要である。政府が厳格に管理しており薬学部の2年時進級の際に選抜試験があり合格すると2カ月現場での研修を行う。その後4年目までに理論や実技の課程を積む。5年時進級の際に実務研修のための国家試験が行われる。5年次はハーフタイムの大学病院研修を行う。6年次は薬局・産業薬剤師希望者は論文を書き、薬剤師国家免許を取得する。病院薬剤師と研究希望者はさらに3年間進学をし9年次に論文を書き、専門薬剤師国家免許を取得する。フランスの薬学部の薬剤師養成課程はは国費で賄われている場合が多い。

#### イタリア
イタリアでは医薬分業は保守的であり薬剤師（farmacista）は古典的な薬剤師業務を主としている。近年まで市販薬の取り扱いがない薬局もあり薬剤師は医療における医薬品の供給に重きを置いていた時代が長く、医薬品供給は医師の手から離れ、すべて薬剤師が関わるものだという意識が強い。医師と薬剤師の職域を完全に分けており外来だけではなく病院調剤も受託できる大規模薬局も地域に存在している。近年の取り組みとして行政機関が行っていた医療機関の受診申し込みを薬局で行える取り組みがなされている。
薬剤師の資格を取得するためには大学の薬学部（Chimiche e Tecnologie Farmaceutiche: CTF）に進み、大学院（Laurea magistrale）を修了する必要がある。薬学の単科大学はない。薬学部在学中に6か月の現場での研修が必要であり大学で学位を取得し国家試験を経て薬剤師会（Albo professionale）に登録することにより薬剤師として勤務することができる。薬剤師資格取得後の専門課程として病院薬剤師や化粧品科学などの専門課程を設ける大学も存在する。

### 北米

#### アメリカ
米国においても身近な医療人として位置づけられ、社会的地位が高い。公的保険制度が乏しいため薬局でまず相談するということが一般的である。セルフメディケーションの相談を行う他、州によっては予防接種を行ったりもする。
米国での調剤業務は薬剤師 (Pharmacists) と調剤に関する実務を簡単なトレーニングを受けたファーマシー・テクニシャンが行う。テクニシャンがいる場合はテクニシャンが処方箋に従って薬を用意し薬剤師が監督することが一般的であり、監査業務に関しては薬剤師が行うことが義務となっている。またリフィル処方箋制度があり一度医師が処方した処方箋を有効期限内であれば薬剤師の判断のもと再度調剤することが可能となっている。
米国で薬剤師の資格を取得するためには4年間の学位（一般教養課程＋専門知識）の取得と2年ほどの実務課程の計6年の専門教育を修了し職業学位であるDoctor of Pharmacy (PharmD) の学位を取得した後、薬剤師試験に合格することが必要となる。資格は州単位で交付される。年収は平均年収：11万6583ドル、時給：65ドルと被雇用者平均より高額となっており、高所得の職業の一つである。

### 中南米

#### ブラジル
ブラジルで薬剤師になるためには、5年の大学教育と実務研修期間が必要となっている。ブラジルでは完全に医薬分業制をとっているため医薬品は薬局で購入する。ブラジルにおいて薬を扱う店はファルマシアと呼ばれる薬局とドロガリアと呼ばれる薬店がありどちらも責任者は薬剤師でなくてはならず、営業時間内は常駐していなくてはならない。処方箋調剤はファルマシアでのみ行う。医薬品は薬剤師がいるカウンターの後ろに陳列され薬剤師が相談に乗ったうえで購入される。ブラジルでは公的医療保険に当たる統一保健医療システムがあり公立病院で無料診療を受けることができるが混雑する。また私立病院では保険が使えない。そのため、軽症の症状であれば薬剤師に相談して市販薬で済ませることが一般的である。

### アジア

#### 韓国
韓国でも医薬分業制をとっている。韓国では西洋薬を扱う薬剤師と、漢方薬を扱う韓薬師と資格が細分化されている。平均年収は日本円換算で約600万円と平均的な被雇用者の年収より高い。

#### マレーシア
マレーシアで薬学部に入るためには高校生の上位15パーセントに入らなくてはならない。薬剤師の年収も高校教員の3～4倍である。テクニシャン制度があり、薬剤師は主に調剤された薬の処方監査や服薬指導といった専門的な仕事を重点的に行っている。

## 臨床薬剤師
臨床薬剤師は、アメリカでは、患者に投与する薬の量や服薬のタイミングを計画・提案したり、それによってどのような効果が期待できるかを推測する。

## 著名な薬剤師・薬学者

### 日本
- 石塚左玄 陸軍薬剤監であり軍医、食育の概念を導入
- 福原有信 資生堂創業者、元日本薬剤師会会長
- 石井絹治郎 大正製薬創業者
- 山田安民 ロート製薬創始者
- 藤山朗 藤沢薬品工業会長
- 青木桂生 クスリのアオキホールディングス創業者
- 青木保外志 クスリのアオキホールディングス創業者
- 宇野正晃 コスモス薬品創業者
- 松本南海雄 マツモトキヨシホールディングス会長
- 大谷喜一 アインファーマシーズ社長
- 杉浦広一 スギ薬局創業者
- 松本忠久 ウェルシアホールディングス社長
- 三津原博 日本調剤創業者
- 長井長義 日本薬学会初代会頭、元東京帝国大学教授
- 柴田承桂 薬学博士、元東京医学校教授
- 下山順一郎 薬学博士、元東京帝国大学教授、元日本薬剤師会会長
- 丹波敬三 元東京帝国大学教授、元日本薬剤師会会長
- 大井玄洞 元東京薬学校校長
- 尾崎美和子 理学博士、元早稲田大学教授、元日本女性科学者の会副会長
- 田原良純 薬学博士、元東京衛生試験所所長
- 近藤平三郎 薬学博士、元東京帝国大学教授、元日本薬剤師会会長
- 近藤科江 医学博士、東京工業大学教授、元日本女性科学者の会会長
- 朝比奈泰彦 薬学博士、元東京帝国大学教授
- 清水藤太郎 薬学博士、元東邦大学教授
- 落合英二 薬学博士、元東京帝国大学教授
- 石館守三 薬学博士、東京大学薬学部初代学部長、元日本薬剤師会会長
- 益富壽之助 薬学博士、鉱物学者
- 津田恭介 薬学博士、元東京大学教授
- 高木敬次郎 元東京大学教授、元日本薬剤師会会長、元日本病院薬剤師会会長
- 田村善蔵 薬学博士、元東京大学教授、元日本病院薬剤師会会長
- 全田浩 元日本病院薬剤師会会
- 佐谷圭一 元日本薬剤師会会長
- 下村脩 ノーベル化学賞受賞者、理学博士、元ウッズホール海洋生物学研究所上席研究員
- 橋本嘉幸 薬学博士、医学博士、東北大学名誉教授
- 中谷喜洋 ハーバード大学教授、ダナファーバー癌研究所
- 石井道子 元参議院議員、第34代環境庁長官
- 三井辨雄 元衆議院議員、第15代厚生労働大臣
- 松本純 衆議院議員、第91代国家公安委員会委員長
- 樋口俊一 元衆議院議員、薬学博士
- 逢坂誠二 衆議院議員
- 渡嘉敷奈緒美 衆議院議員
- 藤井基之 参議院議員、薬学博士
- 常田享詳 元参議院議員
- 小川友三 元参議院議員
- 山本正和 元参議院議員
- 沼川洋一 元衆議院議員
- 肥田美代子 元衆議院議員、児童文学作家
- 長峯基 元参議院議員
- 神谷政幸 参議院議員
- 稲垣隆司 元愛知県副知事
- 齋清志 大河原町（宮城県）の町長、実業家
- 横溝正史 小説家
- 本多勝一 ジャーナリスト
- 瀬名秀明 SF作家、薬学博士、元東北大学特任教授
- 池谷裕二 脳科学者、薬学博士、東京大学教授
- 木村美紀 タレント、薬学博士、明治大学講師
- 小谷真理 作家
- 柏葉幸子 作家
- 高田崇史 作家
- 林柳波 詩人
- 武内直子 漫画家
- 星野めみ 漫画家
- 山下友美 漫画家
- 松田浩二 ゲームデザイナー
- 中山嘉太郎 冒険家
- 久保恵子 女優
- 野村昭子 女優
- 岩永徹也 モデル
- 大久保一久 フォークシンガー
- Ryo ミュージシャン
- 大蔵 ミュージシャン
- 大木伸夫 ミュージシャン
- 響野ユカ ミュージシャン
- 山口亜紀 アナウンサー
- 友成由紀 アナウンサー
- 小林美幸 アナウンサー
- 榎美沙子 女性解放運動家
- 古川のぼる 教育評論家
- 佐々木真奈美 ローカルタレント
- 中村まいこ 元お笑いコンビ法薬女子大学
- 徳田秀子 医療法人元役員
- 武田あかり タレント、競輪リポーター
- 杉浦佳子 自転車競技選手、東京パラリンピック金メダリスト

### 世界
- ジョン・ペンバートン コカ・コーラ開発者
- ケイレブ・デイビス・ブラッドハム ペプシコーラ開発者
- チャールズ・ファイザー 製薬会社ファイザー創業者
- オー・ヘンリー 小説家
- アガサ・クリスティ 推理作家
- アンリ・ネスレ - ネスレ創業者

## 薬剤師を題材にした作品
- アンサングシンデレラ
- 処方箋上のアリア